# Великотърновски университет
Великотърновският университет „Св. св. Кирил и Методий“ е създаден през 1962 г. като Висш педагогически институт „Братя Кирил и Методий“ във Велико Търново.

## История
Основатели на съвременния Великотърновския университет са проф. Александър Бурмов и проф. д-р Пеньо Русев, които са съмишленици и приятели. Те са авторитетни учени и администратори, ревностни привърженици на всяка нова, градивна и перспективна идея, които подбират първите университетски преподаватели, като привличат свои колеги от София за Търновската кауза. Първостроители на великотърновското висше училище са още професорите Георги Димов, Иван Гълъбов, Иван Дуриданов, Станчо Ваклинов, Христо Данов, Велизар Велков, Страшимир Димитров, Никола Кожухаров, Васил Стоилов, доцентите Галина Тагамлицка, Михаил Кац и ст. преп. Димо Минев.
Преустройват се старите казармени помещения, разположени в местността Света гора, на аудитории, семинарни зали и кабинети, комплектуват се първите катедри и така през есента на 15 септември 1963 г. отваря врати вторият университет в България с името Висш педагогически институт „Братя Кирил и Методий“.
Университетът е създаден с постановление на Министерския съвет на 27 септември 1962 година, но е открит на 15 септември 1963 година.
Първите 340 студенти се обучават в 4 специалности: „Българска филология“, „Руска филология“, „История“ и „Изобразителни изкуства“. През първата година обучението се осъществява от около 25 редовни щатни преподаватели и асистенти и 10 – 15 хонорувани професори и доценти от висши училища и научни институти на БАН.
От първите години на университета студентите вземат участие в национални и международни научни изяви – конференции, симпозиуми, семинари, научни експедиции. Още в самото начало започва издаването на в. „Наука и труд“, а през 1964 г. е отпечатан и първият том на годишника „Трудове на Висшия педагогически институт“. Университетът се разраства, структурират се първите факултети, изгражда се и се модернизира материално-техническата база. Появяват се първите научни публикации, учебници и монографии, първите защити на дисертационни трудове, първите хабилитации на младите великотърновски преподаватели.
С указ на Държавния съвет на НРБ № 586 от 13 октомври 1971 г. Висшият педагогически институт във Велико Търново е преобразуван в университет. На 14 октомври 1971 г. излиза указът на тогавашния държавен глава Тодор Живков за създаването на Великотърновския университет на многолюдно тържество и той връчва символичния ключ на ректора проф. Жельо Авджиев. Това знаменито събитие съвпада с международния научен симпозиум в чест на 600-годишнината на Търновската книжовна школа, за чийто наследник е обявен Великотърновският университет.
Университетът създава връзки със сродни университети: Лвов, Ленинград, Минск, Харков (СССР), Брешов, Нитра, Пилзен (Чехословакия), Хале, Берлин, Грайфсвал (ГДР), Краков, Катовице (Полша).
Днес Великотърновският университет разполага с 9 факултета, 42 катедри, 68 специалности, 2 педагогически колежа в Плевен и Враца, центрове в София, Пловдив и Добрич и над 18 хиляди студенти от България и чужбина. Обучава бакалаври, магистри и докторанти.
Всяка година Академичният съвет номинира дипломиран възпитаник на университета за присъждане на академична награда на община Велико Търново в размер на 5000 евро.

## Структура
Великотърновският университет „Св. св. Кирил и Методий“ е структуриран в 9 факултета.

### Факултети
- Филологически с декан: проф. д-р Ценка Николова Иванова
- Исторически с декан: доц. д-р Николай Ангелов Кънев
- Юридически с декан: проф. дн Цветан Георгиев Сивков
- Педагогически с декан: проф.дн Венка Петрова Кутева-Цветкова
- Стопански с декан: доц.д-р Добринка Петкова Златева
- Философски с декан: доц. д-р Милена Емилова Моцинова-Бръчкова
- Математика и информатика с декан: проф. д-р Мирослав Николов Гълъбов
- Православен богословски с декан: доц. Евгений Русанов Николов
- Факултет по изобразително изкуство с декан: проф. Светослав Косев

### Филиали
- Филиал Враца
- Педагогически колеж Плевен
- Департамент за езиково обучение

### Корпуси на ВТУ
- Ректорат
- Факултет по изобразително изкуство
- Корпус 2 – Славистичен комплекс
- Корпус 3 – Факултет по математика и информатика
- Корпус 4 – Стопански факултет
- Корпус 5 – Педагогически, Юридически, Философски факултети, Център за квалификация
- Корпус „Скулптура“
- Спортен комплекс

## Университетска библиотека
Университетска библиотека отваря врати едновременно с откриването на Висшия педагогически институт във В. Търново на 15 септември 1963 г. Първоначалният фонд е изграден със съдействието на първите дарители: Университетската библиотека към СУ „Св. Климент Охридски“, Народната библиотека „Св. св. Кирил и Методий“, Първа гимназия „Св. св. Кирил и Методий“ във В. Търново, Окръжния държавен архив, търновското читалище „Надежда“, проф. Александър Бурмов, акад. Петър Динеков, проф. Николай Кожухаров, ст. преп. Димо Минев, Йордан Кулелиев.
Библиотечният фонд е многоотраслов, по профила на изучаваните във Великотърновския университет специалности. Наброява над 380 000 библиотечни единици на български и чужди езици, включително над 42 000 тома периодични, редки и ценни издания, електронни носители на информация и други материали.

## Университетско издателство
Великотърновският университет разполага с издателство, което носи името „Св. св. Кирил и Методий“, наследник на основаната през 1971 г. Печатна база, превърнала се през годините в основно университетско звено. Издателството е регистрирано в Националната ISBN агенция – София, с международен стандартен книжен номер 524 от 20 април 1992 г. Специализира се в издаването на литература, профилирана за висшите учебни заведения. Годишно издава 70 заглавия: научна, научнопопулярна, учебна, учебно-помощна литература, списания и годишници. Изданията са насочени както към специализираната аудитория, така и към студентите, кандидат-студентите, учениците и всички ценители на българската книга.
Внедрена е издателска система за малки тиражи при издаването на тясноспециализираните издания, за тестване на пазара чрез пилотни тиражи, както и възможност да се реализира печат при поискване.
Университетът издава студентски вестник „Университет“.

## Ректори на Университета
| №   | Име                              | Период                   | Забележки               |
| --- | -------------------------------- | ------------------------ | ----------------------- |
| 1.  | чл.-кор. проф. Александър Бурмов | 1963 – 1965              | основател и пръв ректор |
| 2.  | проф. д.ф.н. Пеньо Русев         | 1965 – 1966              |                         |
| 3.  | проф. д.и.н. Станчо Ваклинов     | 1966 – 1968              |                         |
| 4.  | проф. д.ф.н. Георги Димов        | 1968 – 1970              |                         |
| 5.  | проф. д.ф.н. Жельо Авджиев       | 1970 – 1971              |                         |
| 6.  | проф. д.ик.н. Димитър Филипов    | 1971 – 1976; 1976 – 1979 | 2 мандата               |
| 7.  | проф. д-р Ангел Давидов          | 1979 – 1983; 1983 – 1984 | 2 мандата               |
| 8.  | проф. д.ф.н. Станьо Георгиев     | 1984 – 1987              |                         |
| 9.  | проф. д.ф.н. Георги Данчев       | 1987 – 1991              |                         |
| 10. | доц. д-р Владимир Попов          | 1991 – 1995              |                         |
| 11. | проф. д.и.н. Иван Стоянов        | 1995 – 1999              |                         |
| 12. | проф. д.ф.н. Иван Харалампиев    | 1999 – 2003; 2003 – 2007 | 2 мандата               |
| 13. | проф. д.п.н. Пламен Легкоступ    | 2007 – 2011; 2011 – 2015 | 2 мандата               |
| 14. | проф. д-р Христо Бонджолов       | 2015 – 2019; 2019 - 2023 | 2 мандата               |
| 15. | проф. д-р Димитър Димитров       | 2023 - 2027              |                         |

## Известни преподаватели
- Йордан Андреев (историк)
- Петър Иванов (преподавател по психология)
- Иван Радев (академик, литературен историк и критик)
- Анчо Калоянов (фолклорист и етнолог, писател)
- Пламен Павлов (историк)
- Казимир Попконстантинов (археолог)
- Николай Колев (филолог и етнограф)
- Красимир Петров (специалист по френска литература, преводач)
- Георги Плетньов (историк)
- Мариян Стоядинов (доцент, богослов)
- Милко Палангурски (историк)
- Петко Савов (преподавател по класическа китара)
- Петко Ст. Петков (историк)
- Пламен Легкоступ
- Станчо Ваклинов (археолог)
- Спас Николов (преподавател по английска литература, преводач)
- Саркис Асланян (преподавател по английски, преводач)
- Пенка Ангелова (преподавателка по немска литература и език)
- Гочо Гочев (преподавател по руски език, преводач)
- Иван Станков (преподавател по българска литература, писател, преводач)
- Иван Лазаров (историк)
- Иван Тютюнджиев (историк)
- Борислав Примов (историк)
- Виолета Русева (преподавателка по българска литература)
- Мария Спасова (преподавателка по старобългарски ез.)
- Димитър Кенанов (преподавател по старобългарска литература)
- Людмила Костова (преподавателка по английски, преводач)
- Росина Костова (археолог)
- Красимира Мутафова (историчка)
- Петър Тодоров (историк)
- Сава Василев (преподавател по българска литература, писател)
- Ненко Маров (скулптор)
- Коста Денев (скулптор)
- Владимир Аврамов (художник)
- Иван Бочев (художник)
- Александър Терзиев (художник)
- Никола Хаджитанев (художник)
- Димо Заимов (художник)
- Никола Гелов (художник)
- Радко Спасов  (художник)
- Христо Цацинов (художник)
- Пеньо Пенев  (художник)
- Светослав Косев (художник)
- Цветан Колев (художник)
- Борис Желев (художник)

## Известни възпитаници
- Анна Цолова, тв водеща
- Анчо Калоянов
- Борис Христов (поет)
- Венелина Гочева
- Греди Асса
- Димитър Костадинов, писател
- Димо Райков, писател
- Емил Андреев, писател
- Тереза Маринова
- Гала, тв водеща
- Дианка Тодорова
- Дим Дуков
- Здравка Евтимова
- Иван Радев
- Илхан Кючюк, политик
- Костадин Костадинов, политик
- Красимир Тодоров
- Лютви Местан, политик
- Мариана Георгиева
- Марин Георгиев, поет
- Николай Фенерски, писател
- Панайот Денев
- Панко Анчев
- Пламен Легкоступ
- Пламен Павлов
- Казимир Попконстантинов
- Рашо Рашев
- Симеон Идакиев
- Славчо Атанасов
- Станислав Станилов
- Стойчо Керев
- Таньо Клисуров
- Тихомир Стойчев
- Томислав Дончев, политик
- Невена Цонева
- Петко Савов
- Петко Ст. Петков, историк
- Елена Кодинова, журналист и преводач
- Теодор Иванов

## Почетни доктори
- д-р Светослав Рьорих – индийски художник и философ (1979)
- проф. д-р Сатне Гачиолти – италиански българист и славист (1981)
- проф. д-р Николаос Муцопулос – гръцки археолог и архитект (2014)